# Jon Paredes Manot
Jon Paredes Manot, de malnom Txiki, (Zalamea de la Serena, 20 de febrer de 1954 - Cerdanyola del Vallès, 27 de setembre de 1975) fou un militant d'ETA (pm), considerat el darrer condemnat a mort del franquisme.
L'execució fou presenciada pel seu germà i els advocats Magda Oranich i Marc Palmés i Giró. Aquesta execució juntament amb l'execució, el mateix dia, de José Huberto Baena, Ramón García Sanz i José Luis Sánchez Bravo, que pertanyien al FRAP, i d'Angel Otaegi Etxeberria, membre d'ETA, com Jon Paredes, a Madrid i a Burgos, formava part de l'estratègia de Franco per a escarmentar el moviment opositor que reclamava llibertat i democràcia. Arran de la seva execució i de la d'Otaegui, organitzacions de l'esquerra abertzale van començar a reivindicar el 27 de setembre com a Gudari Eguna.

## Biografia
Jon Paredes va néixer a la població extremenya de Zalamea de la Serena, província de Badajoz (Espanya) el 20 de febrer de 1954. Era el segon de quatre germans en una família que va emigrar a Zarautz (Guipúscoa, País Basc) el 1964 (algunes fonts assenyalen el 1963). Abans ho havien fet els seus avis, que van emigrar poc després d'acabar la Guerra Civil, i el germà major, Mikel. Juan tenia deu anys quan va arribar a Zarautz amb els seus pares.
Va estudiar fins als catorze anys a l'escola pública de Zarautz i va començar a treballar en una fàbrica local de plàstics. Influenciat per Joseba Zubiaurre, va ingressar en la Societat de Muntanya Inda-Mendi de Zumaia i va començar a realitzar freqüents sortides a la muntanya.
L'any 1970 comença a rebre, amb altres amics de la seva quadrilla, xerrades de formació política (història del nacionalisme basc, guerres carlistes, etc.). Entra a EGI (Euzko Gaztedi Indarra, l'organització política juvenil del Partit Nacionalista Basc) el 1972 i passa posteriorment a ETA; s'estima que el 1973 ja estava compromès amb aquesta organització. Quan s'estableix la unió entre EGI-Batasuna i ETA, Paredes Manot passa al Front Obrer d'ETA. Passa al Front Militar el 1973 com a membre d'un «comando legal» (no detectat per la policia) de l'organització, i en desenvolupa la labor política a la zona de la costa guipuscoana.
El 12 de gener de 1974 Txiki fuig de Zarautz i passa a la clandestinitat. Formava part d'un comando legal de suport per a un atemptat contra un membre de la família reial (un cunyat del futur rei Joan Carles I). Després de ser sorpresos en un cotxe per la Guàrdia Civil i un posterior enfrontament, fuig i és requerit per «robatori de cotxes». Després d'uns mesos amagat a diferents llocs de Guipúscoa passa al País Basc del Nord sobre el 19 o 20 d'agost d'aquest mateix any. Després de romandre una setmana a Iparralde creua la frontera per Navarra.
Txiki queda integrat en ETA polític-militar després que el novembre de 1974 es constituiria ETA militar. Forma parella amb Bizar Bujanda, i encara no està identificat per la policia, que anomenava aquesta parella «Tip y Coll» per les seves característiques físiques (Bujanda era alt, mentre que Paredes era baix). Ell i Bujanda desenvolupen diverses labors a l'àrea del Goierri guipuscoà i a Pamplona. En aquell període Txiki rep classes de basc del seu company de grup.
El gener de 1975 Txiki queda integrat en els comandos especials, on coincideix amb Apala amb el qual forma grup i realitza diverses accions.
L'1 d'abril de 1975 els periòdics publiquen la notícia de l'atemptat mortal contra el sotsinspector de policia José Díaz Linares a Sant Sebastià i el que es relaciona directament a Txiki i dies més tard és acusat de ser l'autor material dels fets, tot i que aquesta informació contradiu les primeres publicacions.
Al maig passa a Catalunya al costat d'Iñaki Pérez Beotegi Wilson, i el 30 de juliol són detinguts al carrer Boada, prop de la plaça Llucmajor. La premsa va publicar la notícia com la detenció de dos delinqüents comuns, Lele i Pirómano. La legislació vigent en aquell moment (encara no s'havien promulgat els decrets d'antiterrorisme) impedia la retenció en comissaria per més de setanta-dues hores. Txiki roman cinc dies en la Comissaria Central de Barcelona, on rep diverses tortures durant els interrogatoris. Al cinquè dia ingressa a la presó Model de Barcelona i el 21 d'agost, els seus advocats, Marc Palmés i Magda Oranich, aconsegueixen entrevistar-se amb ell després que li aixequin el decret d'incomunicació. A la presó, Txiki es declara en vaga de fam en protesta per les condemnes als membres d'ETA Garmendia i Otaegi.
El dia 22 d'agost es comunica a Txiki l'ordre de processament (Causa 141/4/75). en el qual està imputat per diverses accions en unió d'altres persones. El 15 de setembre l'autoritat castrense desglossa la Causa 141/4/75 obrint-ne una de nova, la 100/4/75, en la qual és imputat únicament Jon Paredes Manot, per a qui es demana pena de mort en judici sumaríssim. Els advocats només disposen de quatre hores per estudiar la Causa i presentar l'escrit de conclusions provisionals.
El dia 19 de setembre se celebra el consell de guerra contra Txiki, en el qual és trobat culpable de la mort del caporal primer de la Policia Armada Ovidio Díaz López, en el transcurs d'un atracament a la sucursal del Banco de Santander del carrer Casp de Barcelona el 6 de juny del mateix any. Txiki va negar la intervenció en aquest atracament, al·legant que aleshores es trobava a Perpinyà. La sentència va condemnar-lo a mort i va ser executat al costat del cementiri de Collserolam a Cerdanyola del Vallès, a les 8:30 del dia 27 de setembre de 1975.

## El judici
Jon Paredes va ser jutjat en un consell de guerra sumaríssim el 19 de setembre que es va dur a terme al Govern Militar de Barcelona. El tribunal és nomenat per l'autoritat militar, que designa l'instructor i els membres del consell i es limita el dret a assistència lletrada, prenent-se declaració sense presència d'advocat.
La defensa s'adjudica als advocats Marc Palmés i Magda Oranich, coneguts antifranquistes, a qui se'ls dona quatre hores per preparar-la malgrat que es demanava una condemna a mort.
Txiki tenia diversos processos oberts, entre ells l'atemptat en el qual es va assassinar el sotsinspector de la policia armada José Díaz Linares a Sant Sebastià (Guipúscoa) el 29 de març de 1975. El judici de Barcelona va ser per l'atracament a la sucursal del banc de Santander del carrer Casp el 8 de juny de 1975. Aquest atracament estava vinculat amb la preparació de la fuga de Segòvia que es va realitzar el 1976. En aquest atracament, producte d'un tiroteig, va morir un policia, de la que en fou acusat Txiki.
El 22 d'agost se li havia comunicat el processament per la Causa 141/475 en la qual hi havia diversos implicats, i el 15 de setembre es desglossa el sumari i s'obre una nova Causa, la 100/4/75, en la qual solament s'imputa Txiki. El sumari es convertia en sumaríssim. Aquest mateix dia, a Madrid.els sumaris dels membres del FRAP que serien executats el 27 de setembre, també es van convertir en sumaríssims.
Els advocats, després de llegir el sumari, presenten, el mateix dia 15, dos escrits a l'autoritat competent demanant la nul·litat, en un cas, de les actuacions sumarials i la incompetència de jurisdicció en l'altre. La primera petició es basava en el fet que, en el sumari, no estaven reflectides les declaracions íntegres de l'acusat, i, d'altra banda, Txiki va prestar declaració davant el jutge instructor sota jurament de dir la veritat (és a dir, declarant com a testimoni) i el mateix Consell Suprem de Justícia Militar afirmava que «és causa de nul·litat rebre amb jurament una declaració del processament». La incompetència de jurisdicció estava basada en la consideració que la jurisdicció castrense és exclusivament per a l'Exèrcit i l'acusat era un civil; l'Exèrcit no és competent, segons el parer dels advocats, del manteniment de l'ordre intern de la nació, que correspon a l'Autoritat Civil i, per tant, als tribunals ordinaris.
Tots els recursos són desestimats, fins i tot el mateix dia del judici es desestima un recurs en el qual es demana, novament, la seva suspensió per una sèrie de defectes que feien nul·les les actuacions hagudes. Aquests defectes feien referència a la participació d'altres persones en els fets jutjats i la conveniència que atestessin en el judici. La desestimació de les peticions de la defensa va crear en els advocats «una sensació real d'indefensió pràctica».
Una de les estratègies seguides per la defensa era la de retardar el judici el màxim possible amb l'esperança que la mort del dictador (va ocórrer dos mesos després, el 20 de novembre de 1975) precipités una sèrie de canvis polítics que fessin inviable una execució d'una pena capital. Fins i tot es va procurar allargar el consell de guerra del dia 19 perquè la sessió finalitzés després del Consell de Ministres guanyant una setmana més de temps en l'esperança que pogués haver-hi algun canvi.
La línia de la defensa es va basar a les declaracions de Txiki que el dia dels fetss es trobava a Perpinyà. La defensa va demanar una prova pericial per determinar si les bales que van matar el policia pertanyien o no a l'arma de Txiki, prova que va ser denegada.

El Consell de Guerra va durar uns dies i l'execució va tenir lloc una setmana després. Els advocats estimen que la condemna estava decidida per endavant i que era una decisió política. El mateix Txiki va veure clar que es pretenia matar-lo i ell mateix li ho va dir als advocats. En una entrevista en la revista Punto y Hora de Euskal Herria Magda Oranich manifestà: 
| « | ...estàvem tan convençuts que als altres no els condemnarien a mort; i encara que els haguessin condemnat, estàvem segurs que la pena no s'hauria aplicat. En canvi, amb la de Txiki, tots sabíem que el mataven. Ho sabíem des del primer moment. I ell també ho sabia des que el van detenir. Des del primer moment que ho vam veure ens ho va dir. Tan clar ho vèiem que vam ser a guanyar temps, a veure si el que va passar el 20 de novembre [en referència a la defunció al llit de Franco] passava abans. L'única possibilitat de salvació era que hi hagués un sarau impressionant o que primer es carreguessin una primera tanda, que era del FRAP, i que Txiki fos en la segona, que potser no es faria, com va esdevenir. | » |

El judici va començar a les 9:00 amb la lectura, per part del jutge instructor, de l'apuntament de la Causa i una sèrie de folis a petició del fiscal i de la defensa. A les 11.30 comença la declaració de Txiki, que es declara membre de l'organització ETA, però nega la seva intervenció en l'atracament del Santander. L'acusat relata el pas per comissaria i els detalls dels seus interrogatoris i declaracions.
Els testimonis comencen a entrar a la sala a les 12:30. El director de la sucursal bancària, Alberto Sánchez, afirma que no reconeix a cap dels atracadors i l'ajudant de caixa, José Luis Fernández, reconeix Txiki com un dels assaltants, encara que a preguntes de la defensa dona una descripció que no coincideix amb la de l'acusat i contradiu la declaració que havia fet davant la policia. El vigilant Ricardo García atesta dient que «amb quasi seguretat» és capaç de reconèixer l'acusat, si bé es contradiu amb la seva declaració anterior en què va assegurar que l'atracador que va poder veure era d'1,65 o 1,70 metres d'altura i ros. A més, assegura haver participat en una roda de reconeixement a comissaria, roda que no apareix reflectida en els sumaris. Els defensors incideixen en les característiques físiques de Txiki, molt baix i de pèl negre. L'inspector de policia Esteban Rodríguez diu que va veure com l'acusat saltava per una finestra de la sucursal i el reconeix, però no n'havia fet cap descripció a la seva declaració a comissaria. Un altre testimoni afirma que té enemistat amb l'acusat, en ser ell policia i l'acusat membre d'ETA i el fiscal crida a declarar dos testimonis, policies armats, que afirmen haver estat al lloc dels fets, però que no figuren en l'atestat aixecat per la policia i han realitzat declaracions a les diligències obertes del sumari; aquests testimonis arribaran ser qualificats per la defensa com a «testimonis fantasma»: Manuel Carbonell i Jesús Vázquez, que van declarar que va ser Txiki qui va matar Ovidio Díaz. Després de la declaració dels testimonis, a les 15:00 se suspèn la sessió per tres hores.
A les 18:00 es reprèn la sessió amb la lectura de les conclusions del fiscal jurídic militar en les quals relata els fets esdevinguts en l'atracament i finalitza tot reiterant la petició de pena de mort. La defensa nega la participació de Txiki en els fets i en demana la lliure absolució. Assenyala vuit causes per les quals s'hauria d'anul·lar el procés: 1) aplicació del decret llei sobre terrorisme a uns fets ocorreguts dos mesos abans de la seva publicació aplicant-lo de forma retroactiva i en perjudici del reu; 2) realització de rodes de reconeixement irregulars que incompleixen les garanties dels codis de reconeixement; 3) naixement irregular de la causa (extreta d'una altra prèvia), de manera que molts fets rellevants no són coneguts per la defensa, cosa que causa indefensió; 4) aportació de declaracions incompletes de l'acusat provinents d'un altre sumari i sense signatura; 5) no haver-se practicat l'autòpsia al mort en contra del que s'estipula en el Codi de Justícia Militar i en la Llei d'Enjudiciament Criminal; 6) no haver-se fet cap diligència perquè declaressin els altres participants en l'atracament; 7) no haver inclòs el nom del fiscal en l'ordre de convocar del Consell Militar, que estava signada pel cap de l'Estat Major i no pel secretari de Justícia, i 8) haver-li pres declaració a l'acusat amb jurament previ (posteriorment se li va prendre, tot advertint-lo que se li feia sense jurament previ). La defensa exposa dos punts finals, que l'assassinat d'un policia armat el dia 14 de setembre a Barcelona podria haver influït en la classificació de l'enjudiciament com a sumaríssim i que es posicionava contrària a la pena de mort.

Després de la rèplica i contrarèplica de fiscal i defensa, Txiki fa la seva declaració final en la qual diu: 
| « | No estic d'acord amb res d'això, perquè aquest judici se celebra contra el poble basc i tots el pobles de l'Estat espanyol. Gora Euskadi! | » |

Passades les 20:00 es dona per finalitzada la sessió pública del consell de guerra i comença la sessió secreta, abans de finalitzar el dia es dicta sentència que diu: 
| « | el delicte de terrorisme penat en l'art. 294 bis) c) del Codi de Justícia Militar ja que membre d'una organització subversiva com és ETA de la qual és militant el processat i té la finalitat d'atemptar contra la unitat de la pàtria van realitzar un atemptat contra la propietat del Banco de Santander en el qual van fer front a la Policia Armada […] i amb un violent i intens tiroteig es va produir la mort del caporal primer cap de la dotació del cotxe patrulla... | » |

No s'hi arriba a expressar que Juan Paredes Manot fos l'autor material dels trets que van causar a mort Ovidio Díez i acaba 
| « | FALLEM que hem de condemnar a Juan Paredes Manotas (sic) (a) "TXIKI" a la pena de MORT com a responsable del delicte de terrorisme, que en cas de commutació portarà l'accessòria d'inhabilitació absoluta, havent d'indemnitzar als hereus del caporal 1r de la Policia Armada D. Ovidio Díaz López amb la suma de CINC-CENTES MIL pessetes i declarem el decomís de les armes ocupades i municions. | » |

L'advocat Marc Palmés demana formalment que el seu defensat no sigui executat pel garrot vil sinó mitjançant afusellament, d'acord amb el desig del defensat.

## L'execució
El Consell de Ministres del divendres 26 de setembre confirma les penes de mort de cinc encausats, entre elles la de Txiki. El dia anterior se li comunica a Txiki l'«assabentat» del Govern. Ho fa el seu germà Mikel, després d'haver-ho acordat amb els advocats. Hi ha diverses protestes d'advocats al Col·legi d'Advocats de Barcelona i es fan gestions amb el Vaticà. Els advocats i el germà de Txiki, passen la nit amb ell, i els reclusos de la presó model fan una protesta copejant les portes (el que es coneix com a pajarraca). L'advocat designat d'ofici, capità Joaquín Coronado Castilla, envia un telegrama demanant a la Prefectura de l'Estat la commutació de la pena.
Els advocats defensors que romanien a la presó al costat de Txiki i el seu germà, en veuen impossibilitada la seva sortida, ja que si sortissin, no tindrien permesa l'entrada una altra vegada; altres companys del mateix gabinet no poden accedir a les instal·lacions. Van romandre en capella fins a la 7:50, moment en el qual Txiki va ser conduït a un vehicle, formant part d'una caravana d'uns dotze o tretze cotxes; en un altre cotxe anaven els seus advocats i el seu germà.
El comportament de Txiki en les dotze hores que va durar la capella, va ser qualificat per la premsa com d'«enteresa». Va fer gala d'una serenitat impròpia d'un noi de vint-i-un anys. La tranquil·litat mostrada per Jon Paredes era tal que un militar va comentar la seva estranyesa, a la qual cosa Txiki li va respondre: «Nosaltres no ens hem d'avergonyir per estar aquí. Vosaltres, sí».

En el temps de capella, el seu germà Mikel li va comunicar que el seu amic Montxo havia resultat mort en un operatiu policial el 18 de setembre en un pis de Madrid. L'operació fou el resultat de les labors de l'infiltrat policial Mikel Lejarza, Lobo. Per la reacció de Txiki, el seu germà estima que seria del seu mateix grup d'operacions. A l'anvers d'una fotografia, Txiki va dedicar als seus germans petits, als quals no veia des de feia temps, uns versos, les paraules d'Ernesto "Che" Guevara
| « | Demà, quan jo mori, no em vingueu a plorar. Mai estaré sota terra, sóc vent de llibertat | » |

 que serien utilitzades com a epitafi en la seva tomba, i es va negar a menjar. El dissabte 27 de setembre de 1975, a les 8:30, en un clar del bosc que està al costat del cementiri barceloní del Nord a Cerdanyola del Vallès, va ser afusellat per un escamot de sis voluntaris del servei d'informació de la Guàrdia Civil. Poc abans van arribar-hi els advocats i el seu germà Mikel, i Txiki va somriure en veure'ls. La resposta del germà va ser fer-li el signe de la victòria i Txiki va engrandir el somriure.
Jon Paredes romania lligat de mans i peus a un trípode entonant l'Eusko gudariak. Va cridar "Gora Euskadi askatuta. Aberria ala hil!" (Visca Euskadi lliure. Pàtria o mort!). Els guàrdies no van obeir immediatament la veu de foc i els dotze trets, efectuats amb subfusells de 9 mm, van ser disparats un a un en dues tandes. Tots ells, a excepció d'un que es va escapar abans de l'ordre de foc, van impactar al cos de l'executat causant-li ferides no mortals; l'advocat Marc Palmés va demanar al capità del piquet que acabés amb l'agonia de Txiki efectuant el tir de gràcia.
Mikel va arremetre contra l'escamot, però va ser retingut pels advocats. Conclòs l'acte, es va apropar al lloc de l'execució tacant-se les mans en sang i va recollir les beines de la munició que s'havia utilitzat.
El cadàver va ser conduït al dipòsit del proper cementiri, on va ser certificada la seva mort pel metge forense. Va romandre-hi fins a l'endemà, en què va ser enterrat. Quan l'accés a la zona del cementiri estava encara tancat per cordons policials, van anar arribant, al llarg de tota la nit i endemà, centenars de persones per participar de l'enterrament. Quan va sortir el taüt del dipòsit cap al lloc de l'enterrament, anava sobre la caixa d'un furgó obert, i els assistents van començar a llançar clavells vermells i a cridar Gora Euskadi Askatuta!, Visca Catalunya! i Gora Txiki! fins al moment en què va intervenir la policia.
Després de ser enterrat a Barcelona, la família va reclamar el cos de Txiki perquè se sepultés a Zarautz, l'autorització no va ser concedida i el trasllat no es va dur a terme fins un any més tard.

A Zarautz va ser enterrat al cementiri de la localitat, en una tomba en què es poden llegir les paraules de Guevara (les que ell havia escrit als seus germans petits) i una estrofa d'un vers d'Atza: 
| « | eta behar dudan denbora baino lehen hiltzen banaute nere hortzetan den azken antzia beste batenetan loratuko den lehen irria izango da (si moro abans d'hora, l'últim desig que s'apagui en els meus llavis tal vegada serà el primer somriure que floreixi el dia de matí) | » |

Es van intentar celebrar molts funerals. Els primers a organitzar-se van ser a Barcelona, en la parròquia del mateix capellà que va participar en l'enterrament, Robert Pons, però tots van ser impedits per les forces d'ordre públic que van prendre l'església. El capellà va ser agredit i el despatx dels advocats atacat per «agents incontrolats», mentre que al carrer se succeïen les protestes.
Finalment es va celebrar el funeral el dia 29 de setembre a l'església parroquial de Zarautz. Hi van assistir més de 4.000 persones, encara quan els accessos a la vila estaven tallats. En aquell acte, la mare de Txiki va dir unes paraules per les quals va ser detinguda juntament amb el capellà i portada davant el jutge a Sant Sebastià. El jutge la va posar immediatament en llibertat.

## Reaccions de protestes
Quan el divendres 26 de setembre, el Consell de Ministres, per unanimitat i seguint les directrius de Francisco Franco, aprova l'afusellament de cinc dels onze condemnats a pena de mort, es produeix una immensa commoció. Franco havia fet oïdes sordes a totes les peticions de clemència que li havien arribat, des del Papa Pau VI, fins al seu propi germà Nicolás Franco, passant pel primer ministre suec, Olof Palme i el president de Mèxic, Luis Echeverría Álvarez. Els titulars de la premsa espanyola proclamaven la generositat del règim per haver indultat a sis dels onze condemnats. Sota el títol «Va haver-hi clemència», la premsa es plegava a les consignes del règim sense que se sentís una paraula dissonant.
Al País Basc es decretava una vaga general en ple estat d'excepció, que va ser seguida, majoritàriament, per les diferents ciutats espanyoles. Es multiplicaven els aturs, les protestes, en tot el món; el clam contra les execucions, no cessava.

Les irregularitats dels processos ja havien estat denunciades per l'advocat suís Chistian Grobet, que havia assistit com a observador judicial al consell de guerra de Txiki en nom de la Federació Internacional de Drets de l'Home i de la Lliga Suïssa de Drets de l'Home, en l'informe del qual del 12 de setembre diu: 
| « | mai el sotasignant, des que segueix els processos polítics a Espanya, ha tingut una impressió tan clara d'assistir a un simulacre de procés, en definitiva a una sinistra farsa, si pensem un moment en l'avenir que els espera als acusats | » |

El president mexicà Luis Echeverría, demana l'expulsió d'Espanya de les Nacions Unides. Dotze països occidentals retiren els seus ambaixadors de Madrid. Les ambaixades espanyoles de diverses ciutats són atacades pels manifestants que incendien la de Lisboa davant la passivitat de la policia.

### La resposta del Govern
La resposta del règim és la convocatòria d'una manifestació d'adhesió a la madrilenya plaça d'Oriente, manifestació preparada pel tinent coronel José Ignacio San Martín, en la qual Francisco Franco, físicament molt afeblit, acompanyat pel llavors príncep Joan Carles de Borbó, que li dona suport, proclama: 
| « | Tot el que a Espanya i Europa s'ha armao (sic) obeeix a una conspiració maçònica-esquerrana, en contuberni amb la subversió comunista-terrorista en el social, que si a nosaltres ens honra, a ells els envileix. | » |

 Aquesta va ser l'última aparició pública del dictador.

### Al País Basc
El dissabte 27 de setembre comença una vaga general de tres dies de durada. S'estima que van parar més de 200.000 treballadors. Era la tercera vaga general que es convocava aquest setembre i ja hi havia hagut altres protestes l'agost. Mentre encara estava declarat l'estat d'excepció a Biscaia i Guipúscoa, els tallers i fàbriques paren, es tanquen els comerços i bars, fins als vaixells de pesca es queden al port. En totes les poblacions importants hi ha manifestacions, que són reprimides amb violència per la Policia Armada i la Guàrdia Civil arribant-se a utilitzar foc real. Se celebren funerals en gairebé totes la poblacions basques, en Sant Sebastià es convoca un funeral per al dia 30 a les 19:00 en la catedral del Bon Pastor cooficiat pel Bisbe Monsenyor José María Setién i trenta sacerdots més, però no es pot celebrar, per estar presa la plaça i el temple per la policia. Així i tot, es concentra una gran quantitat de persones i els disturbis duren fins ben entrada la nit. Durant aquests disturbis, es produeixen trets de bala i un nen és ferit. Els trets de foc real són comuns en la repressió de les manifestacions.
Els tres dies de vaga general es converteixen en tres dies de protestes generalitzades als carrers dels pobles i ciutats del País Basc. La resposta del govern va ser el prendre les poblacions amb Policia Armada i Guàrdia Civil, però així i tot, els disturbis són generalitzats a les tres províncies basques i a Navarra.

### A Espanya
A la resta de l'Estat espanyol les protestes són molt menors. A Barcelona es van fer diferents manifestacions que van ser reprimides per la policia. Hi ha protestes a altres ciutats, però s'aconsegueix mantenir l'ordre.
En un hotel madrileny Yves Montand i Costa Gavras presenten un manifest contra les condemnes que compta amb l'adhesió de diverses figures culturals rellevants entre les quals es trobaven Jean Paul Sartre, Louis Aragon i André Malraux. Els cineastes van ser expulsats d'Espanya.

### Al món
La reacció internacional va ser forta, tant a nivell governamental com popular. Els països de la Comunitat Econòmica Europea demanen l'indult dels condemnats (expressat a Londres per l'ambaixador italià), com també ho fan el Vaticà i les Nacions Unides. Hi ha protestes populars en moltes ciutats importants i capitals. S'arriba a assaltar o intentar assaltar les ambaixades i consolats espanyols i es boicotegen els interessos d'Espanya a França.
Alguns governs, com els de Noruega, Regne Unit i els Països Baixos, criden el seu ambaixador a Madrid. A Copenhaguen, l'Aliança Atlàntica aprova una moció de protesta contra les condemnes i exhorta els països membres que no facin res que pugui afavorir l'ingrés d'Espanya en aquest organisme.
El president de Mèxic expulsa l'ambaixador espanyol, sol·licita que Espanya sigui expulsada de l'ONU i suspèn les relacions diplomàtiques amb Espanya. Les protestes s'estenen per tots els països, tant occidentals com orientals. Són nombroses les manifestacions i actes de protesta amb grans disturbis.

## Reconeixement com a víctimes reconegudes de violència política
El 19 de novembre de 2012 la comissió creada per a l'avaluació de les víctimes de violència policial i d'origen polític entre els anys 1960 i 1978 creada pel Parlament i el Govern Basc reconeix Txiki i Angel Otaegi com a víctimes de violació dels drets humans i sofriments injusts per la violència de motivació política en considerar que en consell de guerra en el qual van ser condemnats a mort es va vulnerar el seu dret a un judici just.